# Emanuele Muzio

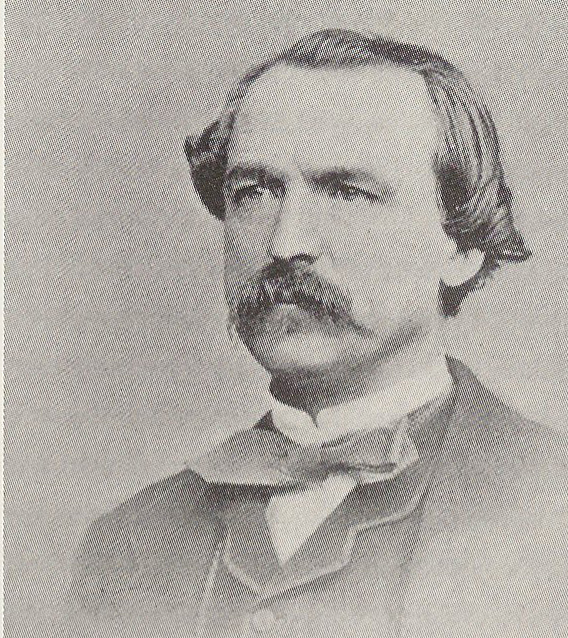
Emanuele Muzio.

Donnino Emanuele Muzio (o Mussio) (24 de agosto de 1821, Zibello – 27 de noviembre de 1890, París) fue un compositor, director de orquesta y profesor vocal italiano. Fue amigo y el único alumno de Giuseppe Verdi.

## Biografía
En abril de 1844, Verdi tomó a Muzio, ocho años menor que él, como alumno y copista. Lo conocía desde 1828 como protegido de su propio protector, Antonio Barezzi. Muzio, que de hecho fue el único alumno de Verdi, se hizo indispensable para el compositor. Informó a Barezzi que Verdi «tiene una amplitud de espíritu, de generosidad, de sabiduría». La relación se fortaleció y Muzio continuó siendo amigo el resto de su vida. En noviembre de 1846, Muzio escribió sobre Verdi: «Si pudieras vernos, parecería más un amigo que un alumno. Siempre estamos juntos en la cena, en los cafés, cuando jugamos a las cartas ... En general, no va a ningún lado sin mí a su lado. En la casa tenemos una gran mesa y los dos escribimos allí juntos, así que siempre tengo su consejo». Muzio permaneció asociado con Verdi a lo largo de su vida, asistiendo en la preparación de partituras y transcripciones, y más tarde dirigiendo los estrenos de muchas de sus obras en sus actuaciones principales en Estados Unidos y en otros lugares. Fue elegido por Verdi como uno de los ejecutores de su testamento, pero falleció antes que el compositor en 1890.
Muzio fue director de la Ópera italiana en Bruselas en 1852, además de director en Londres y en la Academia de Música de Nueva York. En 1875, se instaló en París como profesor vocal. Sus estudiantes incluyen a Carlotta Patti y Clara Louise Kellogg.

## Obras seleccionadas

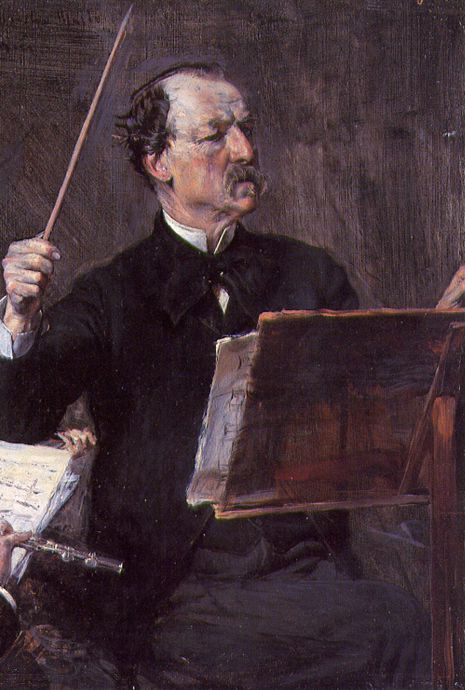
Emanuele Muzio, retrato por Giovanni Boldini.

### Óperas
- Giovanna la pazza, ópera en 3 actos (1851); libreto de Luigi Silva; estreno en Teatro Italiano en Bruselas
- Claudia, melodrama lírico en 3 actos (1853); libreto de Giulio Carcano; estreno en Teatro Re in Milan
- Le due regine, tragic melodrama in 3 acts (1856); libreto de Giovanni Peruzzini; estreno en Teatro della Cannobiana in Milan
- La sorrentina, lyric drama in 4 acts (1857); estreno en Teatro Comunale in Bologna

### Música de cámara
- Mazurka di Concierto para trompa y piano (1849)
- Andante e Rondoletto para viola y piano (1858)

### Piano
- 3 Studi sopra una cavatina dell'ópera La batalla de Legnano di Verdi (1849)
- Piccolomini Vals (1858)
- Rebecca Vals (1860)
- La Revuelta Grande-Galop para piano a cuatro manos (1862)
- Emma Polka (1864)
- Soldados y Marcha magníficos' Coro, transcripción de Faust de Charles Gounod (1864)

### Vocal
- Sempre più t'amo Para voz y piano (1863); palabras por Un. Bertola
- La nanna, canción de cuna para voz y piano (1864)
- La vedova Para voz y piano (1864); palabras por Felice Romani
- Le sorelle, valse brillante para voz y piano (1864)
- L'usignuolo (El Ruiseñor) para voz y piano (1864)
- Sospiro (El Suspiro) para voz y piano (1864); palabras por Silvio Pellico
- La Madonna del pescatore, canzone napolitana para voz y piano (1866?)
- Todo'aura para voz y piano (1869)
- Barcarola veneziana Para 2 voces y piano (1869)
- Brindisi para 2 voces y piano (1869)
- Duettino Para 2 voces y piano (1869)
- L'invito alla danza, tarantella para voz y piano (1869)
- L'amore, La Polka para voz y piano (1869)
- Stornello toscano Para voz y piano (1869)